# Districtul Nitra
Districtul (Okres) Nitra este un teritoriu administrativ în Slovacia centrală cu 163.764 de locuitori și o suprafață de 871 km². Din punct vedere istoric este fostul comitat maghiar „Nyitri vármegye, ”. El cuprinde două orașe Nitra (Neutra), Vráble și 60 de comune.

## Demografie
| An:                | 1994    | 2004    | 2014    | 2024    |
| ------------------ | ------- | ------- | ------- | ------- |
| Număr de persoane: | 162.491 | 163.764 | 160.241 | 164.577 |
| Diferență:         |         | +0,78%  | −2,15%  | +2,70%  |

| An:                | 2023    | 2024    |
| ------------------ | ------- | ------- |
| Număr de persoane: | 164.820 | 164.577 |
| Diferență:         |         | −0,14%  |

## Comune
| - Alekšince (Alaxinetz) - Báb - Babindol - Bádice - Branč - Cabaj - Čápor - Čab - Čakajovce - Čechynce - Čeľadice - Čifáre (Fäsch) - Dolné Lefantovce (Unterelefant) - Dolné Obdokovce - Golianovo - Horné Lefantovce (Oberelefant) - Hosťová - Hruboňovo - Ivanka pri Nitre (Iwanka bei Neutra) - Jarok - Jelenec | - Jelšovce - Kapince (Kapintz) - Klasov - Kolíňany - Lehota - Lúčnica nad Žitavou - Lukáčovce - Lužianky - Ľudovítová - Malé Chyndice - Malé Zálužie - Malý Cetín (Kleinzitin) - Malý Lapáš - Melek - Mojmírovce - Nitrianske Hrnčiarovce - Nová Ves nad Žitavou (Neudorf) - Nové Sady - Paňa - Podhorany | - Pohranice (Pogranitz) - Poľný Kesov - Rišňovce (Ritschen) - Rumanová - Svätoplukovo - Štefanovičová - Štitáre - Šurianky - Tajná - Telince - Veľká Dolina - Veľké Chyndice - Veľké Zálužie - Veľký Cetín (Großzitin) - Veľký Lapáš - Vinodol (Sillesch) - Výčapy-Opatovce - Zbehy - Žirany - Žitavce |